# Porta Asia
Porta Asìa, insieme a Porta Bologna, Porta Cento e Porta Ferrara è un edificio storico di difesa utilizzato come torre armata per vegliare l'accesso a Pieve di Cento. Le porte sono state erette in legno nel XIII secolo, per poi essere ricostruite in muratura nel corso degli anni. Il nome della porta deriva dalla vicina borgata di Asìa. Si trova rivolta a Est.

## Storia
A partire dal XIII secolo, Pieve di Cento era circondata da un fossato e da un terrapieno fortificato con palizzata. Quattro porte in legno, che fungevano anche da torri armate, segnavano l'ingresso al paese. Il fossato e il terrapieno vennero smantellati a fine XX secolo, mentre le porte sorvegliano ancora gli accessi al paese. A completare l'assetto difensivo, era presente anche la Rocca, un baluardo difensivo ancora oggi visitabile
La sua ricostruzione da una struttura lignea ad una struttura in muratura avvenne nel 1328. Nel 1342 invece, venne raddoppiata per esigenze difensive-offensive, con un avancorpo caratterizzato da un ponte levatoio e porticella pedonale, e un retrocorpo dotato di macchinari offensivi. Le merlature e le strutture a sporgere contribuivano a conferirle un aspetto militare, che la resero anche ispiratrice di vari canti folkloristici. Una ristrutturazione del 1981 ha contribuito a mettere in luce tali elementi.

## Il museo
All'interno della porta ha sede il Museo della canapa, nel quale sono conservate fotografie, documenti e attrezzi di lavoro che attestano l'importanza della lavorazione della canapa nell'economia agricola locale sino alla metà del XX secolo.